# Кафр-эз-Зайят
Кафр-эз-Зайя́т (араб. كفر الزيات‎), известный ранее как Герисан/Джерисан (араб. جريسان‎) — город и центр района в губернаторстве Гарбия в Египте.
Находится на западе губернаторства, в 14 км к западу от центра губернаторства Танты, на правом берегу основного западного рукава Нила (Рашид), почти ровно между Каиром и Александрией. Кафр-эз-Зайят также расположен на шоссе Каир-Александрия. Железнодорожная станция. Население города 72 998 человек (2006). Промышленность представлена производством удобрений, бумаги и картона, инсектицидов, масел, мыла, химической промышленностью.

## Район
В районе Кафр-эз-Зайят проживает около 500 000 человек (2007). Площадь 1230 км². Доля неграмотных в возрасте свыше 15 лет - 19%. 